# Olgierd Stołyhwo
Olgierd Stołyhwo, pseud. Stewa, Bras, Bóbr, Grot, Adam Jaxa, Olgierd Pluszczewski, Tadeusz Lisicki (ur. 14 kwietnia 1916 w Warszawie, zm. prawdopodobnie 1943 tamże) – podporucznik artylerii Polskich Sił Zbrojnych i Armii Krajowej, cichociemny.

## Życiorys
Był synem znanego antropologa, Kazimierza Stołyhwy i Eugenii z Piotrowskich. Uczył się w Warszawie, następnie w Krakowie, gdzie zdał maturę. W 1934 podjął studia w Państwowej Szkole Morskiej w Gdyni i wziął udział w podróży dookoła świata na szkolnej fregacie „Dar Pomorza”. W listopadzie tego samego roku wraz z dwoma uczniami uciekł w szalupie ze statku w Zatoce Meksykańskiej, 120 mil od lądu. Zbiegowie zostali ujęci w Panamie i odstawieni do kraju. Za swój czyn Stołyhwo został wydalony ze Szkoły Morskiej. Dzięki staraniom ojca w 1937 ponownie przyjęto go na uczelnię, jednak wiosną znów został relegowany – tym razem definitywnie – za niemoralne zachowanie („szerzył homoseksualizm wśród uczniów szkoły”). Ponadto wykazywał sympatie komunistyczne i w 1938 miał zostać zatrzymany przez gdyńską policję za kolportaż ulotek komunistycznych, ale kontrwywiad nie potwierdził tego zdarzenia.
Wcześniej Stołyhwo był członkiem Organizacji Młodzieżowej Towarzystwa Uniwersytetu Robotniczego (OMTUR). Należał także do związku zawodowego transportowców oraz Międzynarodowej Organizacji Pomocy Rewolucjonistom (MOPR). Po wyrzuceniu ze szkoły przez krótki okres pływał jako marynarz na angielskim frachtowcu SS „Kelvin”, który transportował broń dla pogrążonej w wojnie domowej Hiszpanii.
Po powrocie do Polski jeszcze w 1938 wstąpił do Szkoły Podchorążych Rezerwy Artylerii w Zambrowie, którą ukończył niedługo przed wybuchem II wojny światowej. W kampanii wrześniowej 1939 walczył w składzie 16 dywizjonu artylerii ciężkiej. 18 września w czasie walk nad Bzurą dostał się do niemieckiej niewoli, z której zbiegł 3 dni później wraz z kolegą z marynarki handlowej – Adamem Backerem.
W listopadzie Stołyhwo i Backer przedostali się do strefy okupowanej przez ZSRR, a następnie dotarli do Odessy, gdzie zaciągnęli się do sowieckiej marynarki handlowej. Planowali w ten sposób wydostać się z ZSRR, co jednak okazało się niemożliwe. Udali się więc do Moskwy, a stamtąd wyruszyli do Iran, którego granicę (na rzece Tajan) w rejonie turkmeńskiego miasta Saraks przekroczyli w nocy 5 kwietnia 1940. Po miesięcznej wędrówce przez Iran i Afganistan w maju dotarli do Indii Brytyjskich. Władze brytyjskie umieściły ich w Kwecie, gdzie zostali poddani przesłuchaniom przez brytyjski kontrwywiad. Po kilkumiesięcznym wypoczynku wyekspediowano ich statkiem do Egiptu, skąd udali się do stacjonującej wówczas w Palestynie Brygady Strzelców Karpackich. Ze względu na zapotrzebowanie polskiej floty na wykwalifikowanych marynarzy Stołyhwo i Backer zostali odkomenderowani do Wielkiej Brytanii.
Do Anglii przybyli w lutym 1941. Obaj – tak jak wszyscy Polacy, którzy dotarli do Wielkiej Brytanii – musieli przejść tzw. Patriotic School i m.in. przedstawić dokładną relację z tego, co robili w Polsce przed wojną i w jej czasie. Choć ich zeznania uznano za wiarygodne, tylko Backer wrócił do polskiej marynarki handlowej. Natomiast zgłoszenie Stołyhwy zostało odrzucone przez kapitana Kowalskiego z Departamentu Morskiego Ministerstwa Handlu i Przemysłu, prawdopodobnie ze względu na osobistą niechęć. Przydzielono go jednak do 1 pułku artylerii ciężkiej I Korpusu Polskiego, w którym służył do 4 lipca 1942. Zgłosił się do służby w kraju i został przeniesiony do Sekcji Dyspozycyjnej Sztabu Naczelnego Wodza, a następnie przeszedł szkolenie ze specjalnością dywersja. Został mianowany podporucznikiem (ze starszeństwem z dniem 10 grudnia 1942). 31 stycznia 1943 zaprzysiężono go w Oddziale VI Sztabu Naczelnego Wodza w Audley End. Według opinii szefa Oddziału IV, ppłk. Michała Protasewicza, odznaczał się dużą wytrzymałością fizyczną i psychiczną, odwagą, ambicją, inicjatywą i energią.
W nocy z 14 na 15 marca 1943 – w ramach operacji lotniczej „Step” (ekipa 25) – został zrzucony razem z mjr dypl. Janem Górskim – „Chomikiem” i ppor. Januszem Jaroszem – „Szermierzem” na placówkę odbiorczą o kryptonimie „Bat”, położoną 7 km na południe od stacji kolejowej w Grodzisku Mazowieckim. Po wylądowaniu spadochroniarze zostali ukryci w grodziskim domu Stanisława Osuchowskiego – „Tissota”. „Aklimatyzację” Stołyhwo przechodził w Warszawie, mieszkając u Marii Wańkowicz przy ul. Chopina 8/15. Otrzymał przydział do Kedywu Okręgu AK Białystok.
30 kwietnia 1943 – jako Tadeusz Lisicki – został przypadkowo aresztowany przez Kripo razem z cichociemnymi: Januszem Jaroszem „Szermierzem” i Janem Hörlem – „Frogiem”. Miało to miejsce w warszawskim mieszkaniu Hörla przy ul. 6 sierpnia. Stołyhwę przewieziono do siedziby Gestapo w al. Szucha, gdzie przeszedł ciężkie śledztwo. Prawdopodobnie kilka miesięcy później (ale jeszcze w 1943) został rozstrzelany w ruinach getta.

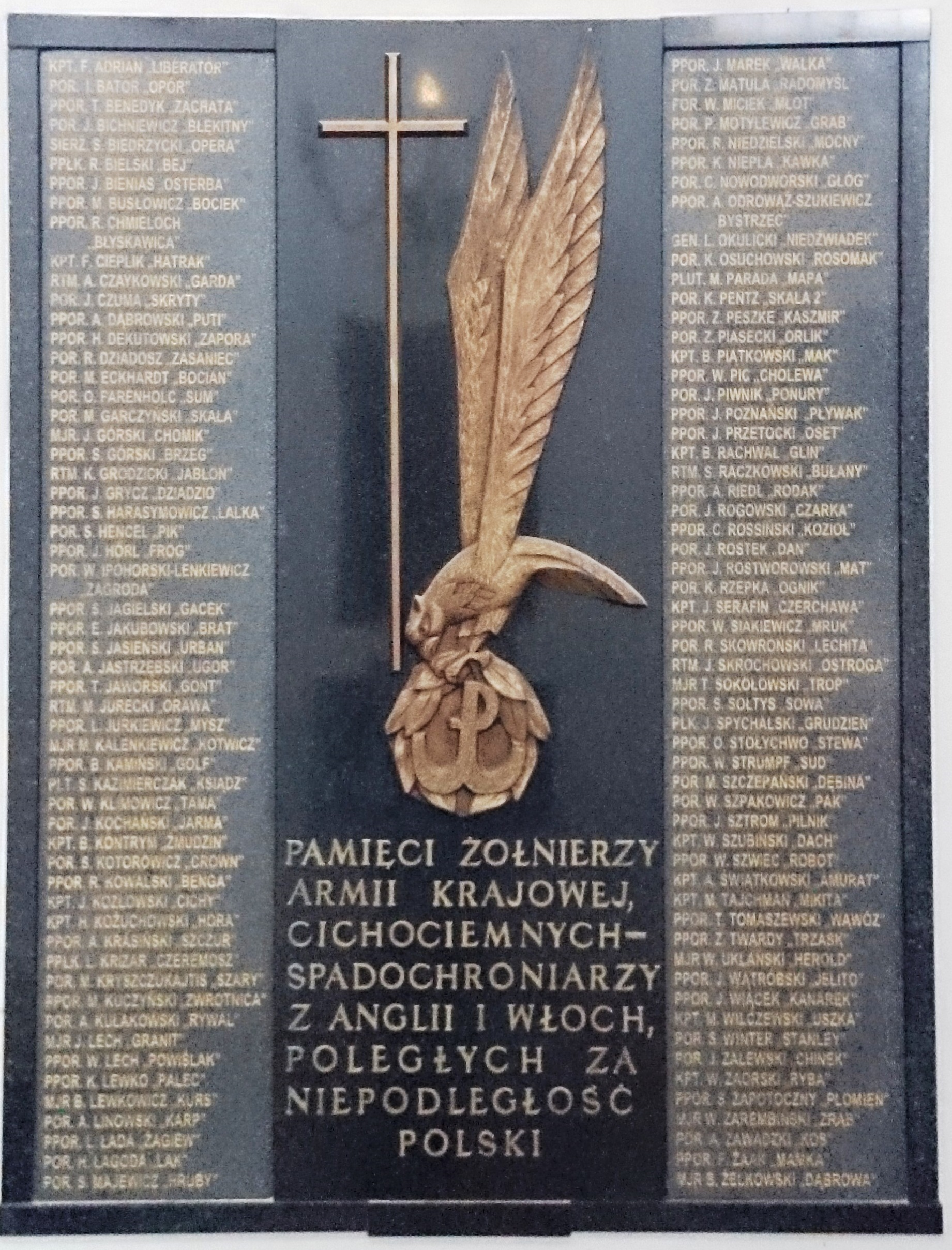
Tablica w kościele św. Jacka w Warszawie, upamiętniająca poległych cichociemnych, w tym Olgierda Stołychwę

## Odznaczenia
- Krzyż Walecznych – czterokrotnie.

## Upamiętnienie
W lewej nawie kościoła św. Jacka przy ul. Freta w Warszawie odsłonięto w 1980 roku tablicę Pamięci żołnierzy Armii Krajowej, cichociemnych – spadochroniarzy z Anglii i Włoch, poległych za niepodległość Polski. Wśród wymienionych 110 poległych cichociemnych jest Olgierd Stołychwo.